# Municipio de Penn (condado de Morgan)
El municipio de Penn (en inglés, Penn Township) es un municipio ubicado en el condado de Morgan, Ohio, Estados Unidos. Según el censo de 2020, tiene una población de 656 habitantes.

## Geografía
La localidad está ubicada en las coordenadas 39°34′30″N 81°52′10″O / 39.57500, -81.86944. Según la Oficina del Censo de los Estados Unidos, tiene una superficie total de 59.36 km², de la cual 59,28 km² corresponden a tierra firme y (0,13 %) 0,08 km² es agua.

## Demografía
Según el censo de 2020, hay 656 personas residiendo en la localidad. La densidad de población es de 11,07 hab./km². El 93,6 % son blancos, el 3,2 % son afroamericanos, el 0,5 % son asiáticos y el 2,7 % son de dos o más razas. Del total de la población, el 0,9 % son hispanos o latinos de cualquier raza.